# ماشترسهاوزن
ماشترسهاوزن (به آلمانی: Mastershausen) یک شهر در آلمان است که در راین-هونسروک واقع شده‌است. ماشترسهاوزن ۱٬۱۴۱ نفر جمعیت دارد.